# Джамаль Чавошіфар
Джамаль Чавошіфар (19 серпня 1990) — іранський плавець. Учасник Чемпіонату світу з водних видів спорту 2015, де в попередніх запливах на дистанціях 50 і 100 метрів на спині посів, відповідно, 42-ге і 52-ге місця й не потрапив до півфіналів.